# Observatoire régional de la santé de La Réunion
L'Observatoire régional de la santé de La Réunion est un observatoire régional de la santé français compétent à l'île de La Réunion, un département d'outre-mer dans l'océan Indien.

## Le tiers-payant généralisé à la Réunion[1]
L'instauration du tiers-payant généralisé à La Réunion marque une avancée significative dans l'accessibilité aux soins de santé. Cette mesure, fruit d'une volonté politique forte et d'une collaboration étroite avec les professionnels de santé, vise à lutter contre les inégalités sociales et à simplifier les démarches administratives pour les patients. En permettant à chacun de consulter un médecin sans avancer les frais médicaux, le tiers-payant généralisé favorise une meilleure prévention et une prise en charge plus efficace des maladies. Toutefois, des défis subsistent, notamment en termes de sensibilisation et d'optimisation des processus administratifs, mais cette initiative ouvre la voie à une santé plus inclusive et solidaire sur l'île de La Réunion.